# Калень (Західнопоморське воєводство)
Калень (пол. Kaleń, нім. Kahlen) — село в Польщі, у гміні Свежно Каменського повіту Західнопоморського воєводства.
Населення — 163 особи (2011).
У 1975-1998 роках село належало до Щецинського воєводства.

## Демографія
Демографічна структура станом на 31 березня 2011 року:
|          | Загалом | Допрацездатний вік | Працездатний вік | Постпрацездатний вік |
| -------- | ------- | ------------------ | ---------------- | -------------------- |
| Чоловіки | 80      | 19                 | 57               | 4                    |
| Жінки    | 83      | 20                 | 47               | 16                   |
| Разом    | 163     | 39                 | 104              | 20                   |